# Aïn al Fil
Aïn al Fil (arabisch عين الفيل, DMG ʿAyn al-Fīl ‚Elefantenbrunnen‘) ist ein archäologischer Fundplatz im Gebiet von El Kowm in der Wüste Syriens, etwa 3 km vom Dorf El Kowm entfernt, ostsüdöstlich des Tell Arida. Der in 465 m Höhe gelegene Fundplatz bietet bei einer Datierung auf knapp 1,8 Millionen Jahre die ältesten gesicherten menschlichen Spuren der gesamten Levante und löst damit die bisher als ältester Beleg für die Anwesenheit von Homininen geltende israelische Fundstätte Yiron ab. Die lithischen Artefakte stehen dem Oldowan nahe.

## Ausgrabungen, Datierung
Während der Ausgrabungen von 2008 und 2010 fand man in den ältesten Schichten nicht retuschierte Abschläge, Geröllwerkzeuge und kernartige Artefakte. Sie gehören damit zum sogenannten mode 1 der menschlichen Steinbearbeitungstechnologie, und auch sonst weisen die Steingeräte erhebliche Ähnlichkeit mit denen Ostafrikas auf. Sie entstanden kurz vor der Olduvai-Matuyama-Umkehr (Olduvai-Matuyama reversal), also vor mindestens 1,77 Millionen Jahren. Damit stellen die Artefakte weit vor denen des benachbarten, südöstlich gelegenen Hummal, Schicht 19–23, mit vielleicht 1,2 Millionen Jahren, die ältesten der Levante dar. Mit 1,6 bis 1,2 Millionen Jahren ist auch Bizat Ruhama am Rande der Negev schon deutlich jünger, ähnlich wie Ubeidiya im Jordantal.
1980 wurde die Fundstätte an einem artesischen Brunnen als Nr. 9 von insgesamt 143 Fundstätten in Syrien unter der Bezeichnung Aïn Chekh Ali alias Qadouriyeh inventarisiert. Von der zuständigen syrischen Behörde wurde sie als Aïn Beni Ali Nord registriert. Lokal ist der Brunnen als Aïn al Hamediyeh bekannt, doch wird er dort nach dem Besitzer des Brunnens auch als Bir Hassan Onuzi bezeichnet. Zur weiteren Verwirrung trug bei, dass er von Jacques Cauvin als Tell Hassan Unozi bezeichnet wurde.
2003 entdeckte Reto Jagher in dem Becken, das die Fundstätte darstellt, 20 m Durchmesser aufweist und dabei nur wenige Meter tief ist, Geröllwerkzeuge und Fragmente eines Elefantenstoßzahnes; die Art ließ sich zwischen Mammuthus trogontherii, dem Steppenmammut, und Mammuthus meridionalis, dem Südelefanten, einordnen, es handelte sich also um eine Übergangsform. Jagher nannte die Fundstätte dementsprechend Aïn al Fil, was so viel wie ‚Elefantenbrunnen‘ bedeutet. Inzwischen wurde dieser Name auch von der Lokalbevölkerung adaptiert.
In der heute extrem trockenen Region konnten Elephantidae nur während des Alt- und zu Beginn des Mittelpleistozäns überleben. Bereits 1983 hatten Werkzeugfunde darauf hingewiesen, dass im „Clactonien“ genannten Zeitalter, das man eher unspezifisch in das Alt- oder Mittelpaläolithikum datierte, Homininen dort gelebt hatten, so dass das hohe Alter nicht völlig überraschend war. Bei einer Begehung im Jahr 2004 konnten abermals sehr archaisch wirkende Geräte aufgesammelt werden.
2008 entdeckten Hélène Le Tensorer und Vera von Falkenstein am Boden der quaternären Sektion Artefakte einer Oldowan-Industrie. In Schicht F befanden sich Stücke aus dem zunächst als „Tayacien“ bezeichneten Kulturzusammenhang. In Schicht I fanden sich die besagten Elefantenüberreste. In Schicht L1a befanden sich wenige Knochen, während L1b zahlreiche Säugetierknochen barg, darunter solche von Equus stenonis, aber auch Knochen von sehr großen Boviden und Kameliden. Die besagte Oldowan-Industrie wurde darunter, in Schicht L2 nachgewiesen. Darunter befindet sich nur Fels.
2009 sammelte Juan José Villalain Samples zwecks paläomagnetischer Datierung ein. Oberhalb von Schicht D1 wiesen die Steine eine normale Ausrichtung des Magnetfelds auf, während die Oldowan-Schicht knapp über einer Schicht lag, die der Zeit der Olduvai-Matuyama-Umkehr angehört, die etwa 1,77 Millionen Jahre zurückliegt. Die Elefantenüberreste, das heißt die besagte Übergangsform, war bis dahin aus Europa bekannt und gleichfalls, wenn auch weniger genau datiert. Sie existierte dort vor 1,6 bis 1,4 Millionen Jahren, wurde aber auf ältere, asiatische Formen zurückgeführt. Die Überreste von Equus stenonis passen insofern gleichfalls in dieses Bild, als diese Art in Europa vor 2 Millionen Jahren lebte.
Aus der ersten Grube, die 2008 und 2010 entstand, konnten etwa 800 Artefakte geborgen werden. Dazu zählten Geröllgeräte, ganz überwiegend aus Flint, dazu sogenannte „flint manuports“, also Feuersteine, die von Menschen transportiert, aber nicht bearbeitet wurden und die außer Schlagspuren keinerlei Gebrauchsspuren aufweisen, dann Kerne und Abschläge. Erstere ließen sich in drei Gruppen einteilen, nämlich unifaziale Chopper oder „Hacker“ mit einer ungleichmäßigen Schneidekante, dann klassische bifaziale sowie multifaziale Chopper mit abgestumpfter Spitze. Im Gegensatz zu Schicht 18 in Hummal fehlen Sphäroide. Formlose oder kugelförmige Kerne sind der Standard. Hinzu kommen Cobbles, kaum bearbeitete, kieselsteinartige Geräte.

## Bedeutung für Out of Africa 1
Bis zur Entdeckung von Aïn al Fil hatte man angenommen, dass die ersten Homininen, die Afrika verließen (Out of Africa 1), ihren Weg über das Tote Meer, das Jordan- und das Beqaa-Tal genommen hätten, um von dort weiter in den Norden zu wandern. Die Fundstätte Aïn al Fil belegt, dass auch Wüsten als potentielle Ausbreitungswege in Frage kommen, wie es Schweizer Archäologen bereits ab 1982 in El Kowm für das frühe Acheuléen hatten nachweisen können.